# سیارک ۱۴۶۲۷
سیارک ۱۴۶۲۷ (به انگلیسی: 14627 Emilkowalski، نامگذاری:1998VA) چهارده هزار و ششصد و بیست و هفتمین سیارک کشف شده‌است که در ۷ نوامبر ۱۹۹۸ کشف شد.